# Kevin Franceschi
Kevin Bruno Franceschi (Argenteuil, 5 oktober 1993) is een Frans-Marokkaans basketballer.

## Carrière
Franceschi speelde in de jeugd van Union Tarbes Lourdes Pyrénées Basket voordat hij naar Amerika vertrok en ging spelen voor Romain Rolland HS. Hij speelde collegebasketbal voor de Weatherford College Coyote van 2012 tot 2014. Hij speelde hierna een jaar voor UMKC Kangaroos waarna hij nog twee seizoenen voor de Oklahoma Baptist Bison speelde. In de NBA draft van 2017 werd hij niet gekozen. Hij tekende zijn eerste profcontract bij de Spaanse derdeklasser Real Murcia Baloncesto. Voor het seizoen 2018/19 tekende hij bij de Duitse derdeklasser BBC Coburg en speelde er een seizoen.
In 2019 tekende hij bij de Griekse tweedeklasser AO Agriniou. In 2020 keerde hij terug naar Frankrijk en ging spelen voor tweedeklasser Paris Basketball. In 2021 tekende hij bij de Belgische eersteklasser Phoenix Brussels. In februari 2022 verliet hij de Brusselse club en tekende in de Marokkaanse eerste klasse bij AMI Basket maar eindigde het seizoen bij Ittihad Tanger waarmee hij de beker won.
Voor het seizoen 2022/23 tekende hij bij reeksgenoot FUS Rabat waarmee hij Marokkaans landskampioen werd in 2023. Hij tekende in 2024 bij de Franse derdeklasser CEP Lorient.

### Nationale ploeg
In 2023 won Franceschi met de Marokkaanse nationale ploeg goud op FIBA AfroCan.

## Erelijst
- Marokkaans bekerwinnaar: 2022
- Marokkaans landskampioen: 2023
- FIBA AfroCan: 2023